# Arroyo Lenguazo
Der Arroyo Lenguazo ist ein Fluss in Uruguay.
Er entspringt in der Cuchilla Itacumbú im Departamento Artigas einige Kilometer westsüdwestlich der Stadt Tomás Gomensoro. Von dort fließt er in nordwestliche Richtung, unterquert dabei die Ruta 3 und mündet als linksseitiger Nebenfluss wenige Kilometer flussabwärts von Mones Quintela in den Río Uruguay.